# ينس فرانك
ينس فرانك (بالألمانية: Jens Franke)‏ هو رياضياتي ألماني، ولد في 29 يونيو 1964.